# Diego Fernández de la Cueva
Diego Fernández de la Cueva (né à Úbeda en 1410 – mort le 26 novembre 1473) est un noble castillan (royaume de Castille), seigneur de la maison de la Cueva et premier vicomte de Huelma. Le premier document daté de 1422, est sa participation à la bataille de las Vacas et à la reconquista de Huéscar (Andalousie). Il est le père, entre autres, de Beltrán de la Cueva, fidèle sujet de Henri IV de Castille et premier duc d'Alburquerque, de Juan de la Cueva, premier seigneur de Solera, et de Gutierre de la Cueva, évêque de Palencia et comte de Pernía.

## Biographie
Il est l'unique fils de Gil Martinez de la Cueva, seigneur de la maison de la Cueva, chevalier et commandeur de l'ordre de Santiago, régisseurd'Ubeda. Sa mère Blanca Fernandez de la Cueva, est la fille de son cousin, se nommant aussi Gil Martínez de la Cueva, seigneur de Villarejo, et son épouse Blanca Fernandez de Biedma.
Il épouse Alonsa Mayor de Mercado, sa cousine fille de Juan Alfonso de Mercado, seigneur de la Torre de Pero Gil et de la maison de Mercado, et fille de Mari Sánchez de Molina sa mère.
De cette union ils auront :
1. Juan de la Cueva, succède à son père. Il est le premier seigneur de Solera, de la Torre de Garci Fernández et de la seignerie de la Torre de Pero Gil.
2. Gutierre de la Cueva, évêque de Palencia et comte de Pernía.
3. Beltrán de la Cueva, premier duc d'Alburquerque, premier Comte de Huelma et de Ledesma, Grand Maître de l'Ordre de Santiago.
4. Leonor de la Cueva, épouse de Esteban Díaz de Villacreces, maire de Jimena de la Frontera, Jerez de la Frontera, Burgos et Gibraltar, et Veinticuatro de Jerez.
5. Isabel de la Cueva, épouse de Juan Manrique, chevalier de l'Ordre de Santiago et commandeur de Montemolín, fils de Gabriel Fernández Manrique, premier Comte de Osorno, Duc de Galisteo.
6. María o Mayor de la Cueva, épouse de Diego Sánchez de Carvajal, seigneur de Tobaruela, Villarín, Bélmez, et de Jódar, conquistador de Malaga et Grenade.